# Ranunculus sooi
Ranunculus sooi är en ranunkelväxtart som beskrevs av Olga Borsos. Ranunculus sooi ingår i släktet ranunkler, och familjen ranunkelväxter. Inga underarter finns listade i Catalogue of Life.